# Махлово
Махлово — деревня в Юрьевецком районе Ивановской области, входит в состав Михайловского сельского поселения. 

## География
Расположена на берегу речки Пажик (приток Елнати) в 17 км на юг от центра поселения деревни Михайлово и в 22 км на юго-запад от районного центра города Юрьевец.

## История
В XIX — первой четверти XX века деревня входила в состав Махловской волости Юрьевецкого уезда Костромской губернии, с 1918 года — Иваново-Вознесенской губернии.
С 1929 года деревня являлась центром Махловского сельсовета Юрьевецкого района Ивановской области, с 2005 года — в  составе Костяевского сельского поселения, с 2015 года — в  составе Михайловского сельского поселения.

## Население
| 1872 | 1897 | 1907 | 2002 | 2010 |
| ---- | ---- | ---- | ---- | ---- |
| 115  | →115 | ↗129 | ↘18  | ↘8   |